# Agout
De Agout is een rivier in het zuiden van Frankrijk. Hij ontspringt in het Parc Naturel Régional du Haut-Languedoc, dicht bij de top van de Espinouse (departement Hérault) en mondt uit in de Tarn te Saint-Sulpice-la-Pointe (departement Tarn, regio Occitanie).
De belangrijkste zijrivieren zijn de Vébre, de Bertou, de Thoré, de Sor en de Dadou.